# Mesinski preliv
Mesinski preliv, tudi Mesínska ožína  (italijansko Stretto di Messina) (38°00' - 38°20' SGŠ in 15°30' - 15°40' VGD) je 32 km dolga in od tri do osem kilometrov širok morski preliv med otokom Sicilija in Kalabrijo na celinski strani italijanskega polotoka, prek katere sta povezana Jonsko in Tirensko morje.
Pri starih Rimljanih je bila preliv znan kot Fretum Siculum. Zaradi naravnih vrtincev ter hitrih in neenakomernih morskih tokov ter močnih vetrov je plovba skozenj nevarna. V antičnih časih se je zato spletla legenda o morskih pošastih, Scili na celini in Karibdi na otoku, ki prežita na pomorščake. Scili naj bi iz telesa izraščalo šest krvoločnih pasjih glav, ki so pomenile smrt za vse, ki so se jim preveč približali, Karibda pa naj bi trikrat dnevno goltala ogromne količine vode in jo nato spet izbljuvala ter s tem ustvarjala orjaški vrtinec. Tok v Messinskem prelivu je povezan z bibavico in se praviloma obrne približno vsakih šest ur. Tok od juga proti severu imenujejo rema montante [rastoči vrtinec], tok v nasprotni smeri pa rema scendente [upadajoči vrtinec]. Dosežeta lahko hitrost do 9 km/h.
Redna trajektna linija povezuje Messino na Siciliji z Villo San Giovanni na celini, poleg tega pa pluje tudi hidrogliser med Messino in mestom Reggio di Calabria. Od leta 1957 Sicilijo povezuje s celino tudi 220 kV daljnovod, ki ožino prečka med dvema 200 m visokima stebroma.
Leta 2005 je bila odobrena gradnja visečega mostu, ki bi prečkal ožino. Most z razponom 3300 metrov ne bi bil le najdaljši svoje vrste, ampak bi moral na potresno dejavnem območju biti sposoben zdržati tudi močne potresne sunke. Načrt je bil leta 2013 opuščen zaradi birokratskih ovir oz. predpisov.
10. julija 2024 je estonski atlet Jaan Roose prečkal Mesinski preliv na vrvi, ki je bila razpeta med dvema pilonoma. Presegel je dosedanjo najdaljšo hojo na slacklineu, ki je znašala 2710 metrov, in pretekel razdaljo 3600 metrov.

## Selitev ptic
Mesinski preliv je vsako leto osrednja točka selitev ptic, ki večinoma prečkajo preliv, da bi dosegle svoja gnezdišča v severni Evropi. Zaradi te oblike ozkega grla je na območju, ki je glavna evropska vroča točka za roparice, zabeleženih več kot 300 vrst, z rekordom 35.000 osebkov v eni pomladi.
Med njimi sta najpogostejši sršenar in lunj, manj pogosti, a redni sta vrsti, kot sta kragulji orel in egiptovski jastreb. V obalnih slanih jezerih Mesinskega preliva se ustavijo za počitek vrste, kot so plevica, plamenci in polojnik. Lokacija je ugodna tudi za opazovanje štorkelj. Monte Dinnammare in druge gore Peloritani, ki gledajo na preliv, so naravno prizorišče za opazovanje ptic.

## Morsko življenje
Zaradi edinstvenih hidrogeoloških razmer ima Mesinski preliv visoko stopnjo biotske raznovrstnosti in več endemičnih vrst. V njegovih vodah je močno prisotna globokomorska riba, kot je Chauliodus sloani, ki jo zaradi posebnih in nenavadnih tokov preliva občasno ob sončnem vzhodu najdejo nasedle na obali. Preliv je tudi pomembna točka selitve številnih vrst rib v Sredozemskem morju.

## Projekti mostov
Načrti za most med Sicilijo in celino so bili pogosti, a so propadli zaradi finančne upravičenosti in nerešenih težav v primeru potresa na zelo ogroženem območju. Podobno je razmišljal že Arhimed v antiki. V 1960-ih je nemški gradbeni inženir Fritz Leonhardt razvil načrt.
Na arhitekturnem natečaju leta 1970 je bilo nagrajenih pet dokončanih projektov mostu in en projekt predora. Izvedba izbranega načrta naj bi trajala 7 let in prvotno stala 3,5 milijarde nemških mark. V naslednjih letih pa so ocenjeni stroški narasli na protivrednost 7 milijard nemških mark. Italijanska vlada je projekt dokončno opustila leta 1975 zaradi pomanjkanja sredstev.
13. oktobra 2005 je italijanski parlament pod vlado Silvia Berlusconija italijanskemu gradbenemu podjetju Impregilo podelil pogodbo za gradnjo 3,3 km dolgega mostu čez Mesinsko ožino. Projekt, ki je stal okoli 4 milijarde evrov, naj bi se izvajal med letoma 2006 in 2012. Vlada pod vodstvom Romana Prodija je projekt gradnje ustavila oktobra 2006. Vlada pod vodstvom Berlusconija, ki je bil ponovno izvoljen leta 2008, je ponovno pospešila projekt. Leta 2013 je bil projekt ponovno opuščen. 
16. marca 2023 je Melonijina vlada sprejela odlok, ki zagotavlja »nujne ukrepe za izgradnjo stabilne povezave med Sicilijo in Kalabrijo«. Most bo »predstavljal paradni konj italijanskega inženirstva«, je dejal prometni minister Matteo Salvini.